# シマブク・カズヨシ
シマブク・カズヨシ（SHIMABUKU Kazuyoshi、1999年7月29日 - ）は、ペルー出身のプロサッカー選手。Jリーグ・藤枝MYFC所属。ポジションはミッドフィールダー。

## 略歴
浦和レッズのアカデミー出身。ジュニアユース・ユースでは10番を背負い、2017年のクラブユース選手権では中心選手として準優勝に貢献した。しかし、同期の橋岡大樹と荻原拓也がトップチームに昇格した一方で、自身のトップチーム昇格は叶わなかった。高校卒業後は新潟医療福祉大学に進学し、同校のサッカー部でプレーした。
2021年4月、Jリーグチームへの所属を考え、外国人枠で起用を左右されないよう日本国籍の取得を決めた。同年5月27日、2022年シーズンからのアルビレックス新潟加入内定、並びに特別指定選手承認が発表された。会見では、当時背番号10番を背負っていた本間至恩を研究したことに触れ、「ドリブルの面でも負けたくないですし、アイディアは自分のほうがあるかなと思います」と意気込みを語った。同年10月23日、J2第35節のブラウブリッツ秋田戦で先発出場し、Jリーグデビューを果たした。
2022年シーズンよりアルビレックス新潟に正式入団。6月19日、第22節のブラウブリッツ秋田戦でプロ入り初ゴールを決めた。チームがJ1へ昇格した2023年シーズンは、春先に公式戦8試合出場を果たすも6月下旬の練習中に左足首を痛めて離脱。7月中旬にチーム練習に合流したが、浦和ユースでの同期である長倉幹樹が移籍して来るなどチーム内のポジション争いが激化しておりベンチに座れない試合が続いた。
2024年、藤枝MYFCに期限付き移籍で加入した。

## 所属クラブ
- 東松山新宿サッカースポーツ少年団（東松山市立新宿小学校）
- 東松山ぺレーニアフットボールクラブジュニア（東松山市立新宿小学校）
- 浦和レッズジュニアユース（上尾市立大石中学校）
- 2015年 - 2017年 浦和レッズユース（埼玉県立桶川西高等学校）
- 2018年 - 2021年 新潟医療福祉大学
  - 2021年5月 - 同年12月 アルビレックス新潟（特別指定選手）
- 2022年 -  アルビレックス新潟
  - 2024年 - 藤枝MYFC（期限付き移籍）

## 個人成績
| 国内大会個人成績 | 国内大会個人成績 | 国内大会個人成績 | 国内大会個人成績 | 国内大会個人成績 | 国内大会個人成績 | 国内大会個人成績 | 国内大会個人成績 | 国内大会個人成績 | 国内大会個人成績 | 国内大会個人成績 | 国内大会個人成績 |
| 年度             | クラブ           | 背番号           | リーグ           | リーグ戦         | リーグ戦         | リーグ杯         | リーグ杯         | オープン杯       | オープン杯       | 期間通算         | 期間通算         |
| 年度             | クラブ           | 背番号           | リーグ           | 出場             | 得点             | 出場             | 得点             | 出場             | 得点             | 出場             | 得点             |
| 日本             | 日本             | 日本             | 日本             | リーグ戦         | リーグ戦         | リーグ杯         | リーグ杯         | 天皇杯           | 天皇杯           | 期間通算         | 期間通算         |
| ---------------- | ---------------- | ---------------- | ---------------- | ---------------- | ---------------- | ---------------- | ---------------- | ---------------- | ---------------- | ---------------- | ---------------- |
| 2018             | 新潟医福大       | 23               | -                | -                | -                | -                | -                | 1                | 0                | 1                | 0                |
| 2020             | 新潟医福大       | 10               | -                | -                | -                | -                | -                | 2                | 0                | 2                | 0                |
| 2021             | 新潟             | 40               | J2               | 2                | 0                | -                | -                | 0                | 0                | 2                | 0                |
| 2022             | 新潟             | 29               | J2               | 12               | 1                | -                | -                | 1                | 0                | 13               | 1                |
| 2023             | 新潟             | 29               | J1               | 3                | 0                | 5                | 0                | 1                | 0                | 9                | 0                |
| 2024             | 藤枝             | 19               | J2               | 31               | 1                | 1                | 0                | 1                | 1                | 33               | 2                |
| 2025             | 藤枝             | 19               | J2               |                  |                  |                  |                  |                  |                  |                  |                  |
| 通算             | 日本             | 日本             | J1               | 3                | 0                | 5                | 0                | 1                | 0                | 9                | 0                |
| 通算             | 日本             | 日本             | J2               | 45               | 2                | 1                | 0                | 2                | 1                | 48               | 3                |
| 通算             | 日本             | 日本             | 他               | -                | -                | -                | -                | 3                | 0                | 3                | 0                |
| 総通算           | 総通算           | 総通算           | 総通算           | 48               | 2                | 6                | 0                | 6                | 1                | 60               | 3                |

- 2021年は特別指定選手

出場歴
- Jリーグ初出場 - 2021年10月23日 J2第35節 ブラウブリッツ秋田戦（デンカビッグスワンスタジアム）
- Jリーグ初得点 - 2022年6月19日 J2第22節 ブラウブリッツ秋田戦（デンカビッグスワンスタジアム）

## タイトル

### 個人
- 北信越大学サッカーリーグ・ベストイレブン: 2020年[10]